# Linia kolejowa Genthin – Schönhausen
Linia kolejowa Genthin – Schönhausen – nieistniejąca jednotorowa linia kolejowa w dzisiejszym powiecie Jerichower Land w niemieckim kraju związkowym Saksonia-Anhalt.

## Opis
29-kilometrowa linia kolejowa łączyła miasto Genthin położone na linii kolejowej Berlin – Magdeburg z gminą Schönhausen zlokalizowaną na trasie kolei Lehrter Bahn. Przy stacji Jerichow funkcjonowała lokomotywownia.
Torowisko linii przebiegało przez płaskie, częściowo zalesione tereny. Najbardziej wysuniętym na północ punktem linii był dworzec w Genthinie, który znajdował się na północ od dworca Genthin obsługiwanego przez linię Berlin – Magdeburg. Przy cukrowni od linii odgałęziała się dawna linia do Milowa. Z tego miejsca torowisko przebiegało do Schönhausen na północny zachód, aż do wschodniego krańca Elbe-Urstromtal w Jerichowie. Tamże od linii odgałęziała się linia kolejowa Güsen – Jerichow. W dalszej kolejności torowisko wiodło do Schönhausen w kierunku północnym. Dworzec linii Genthin – Schönhausen położony był bezpośrednio na południe od dworca Schönhausen przynależącego do Lehrter Bahn.

## Historia
Linię kolejową oddano do użytku 25 października 1899 r.; była to pierwsza linia kolejowa zbudowana przez założoną w 1898 r. firmę Genthiner Kleinbahn AG. W 1944 r. otwarto odgałęzienie z Fischbecku (Elbe) do Tangermünde. Ponadto zbudowano łącznicę z Tangermünde w kierunku Schönhausen. Po wysadzeniu w powietrze mostu nad Łabą w Tangermünde pod koniec II wojny światowej, w 1946 r. pociągi dojeżdżały z Fischbecku do stacji położonej na południowym brzegu Łaby. 1 kwietnia 1949 r. zarząd nad linią Genthin – Schönhausen przejęły Deutsche Reichsbahn.
Od lat 70. XX wieku aż do likwidacji linii pasażerów przewoziły głównie szynobusy. Tabor stacjonował w lokomotywowni Jerichow. W 1990 r. w miejscu dawnego przystanku Schönhausen Ost powstał nowy przystanek Schönhausen Siedlung. W 1995 r. wprowadzono częstotliwość kursowania pociągów równą dwie godziny. 29 maja 1999 r. zawieszono ruch pasażerski.
W 2008 r. rozebrano tory na odcinku Genthin – Genthin cukrownia. Jednocześnie odnowiono dwa mosty nad kanałami. Celem było zwiększenie przepustowości kanałów dla statków żeglugi śródlądowej. W 2009 r. zamknięto stację Genthin Nord służącą pobliskim zakładom Henkel. Torowisko na północ od stacji Genthin Industriegleis od 1 stycznia 2005 r. jest oficjalnie zamknięte i w dużej mierze zlikwidowane.